# アレハンドロ・ゴイコエチェア
アレハンドロ・ゴイコエチェア・オマル（スペイン語: Alejandro Goicoechea Omar, 1895年3月23日 - 1984年1月30日 ）は、スペイン・ビスカヤ県エロリオ出身の鉄道技術者。出生時の姓はバスク語のGoikoetxea。一軸台車連節型客車であるタルゴの設計者として知られ、タルゴ(Talgo)という列車名に含まれる「G」はGoicoecheaの「G」である。

## 生涯

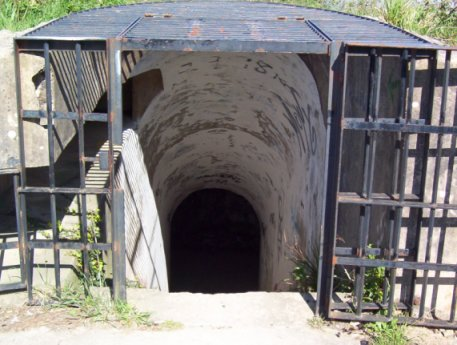
ビルバオを取り囲んだ鉄のベルト

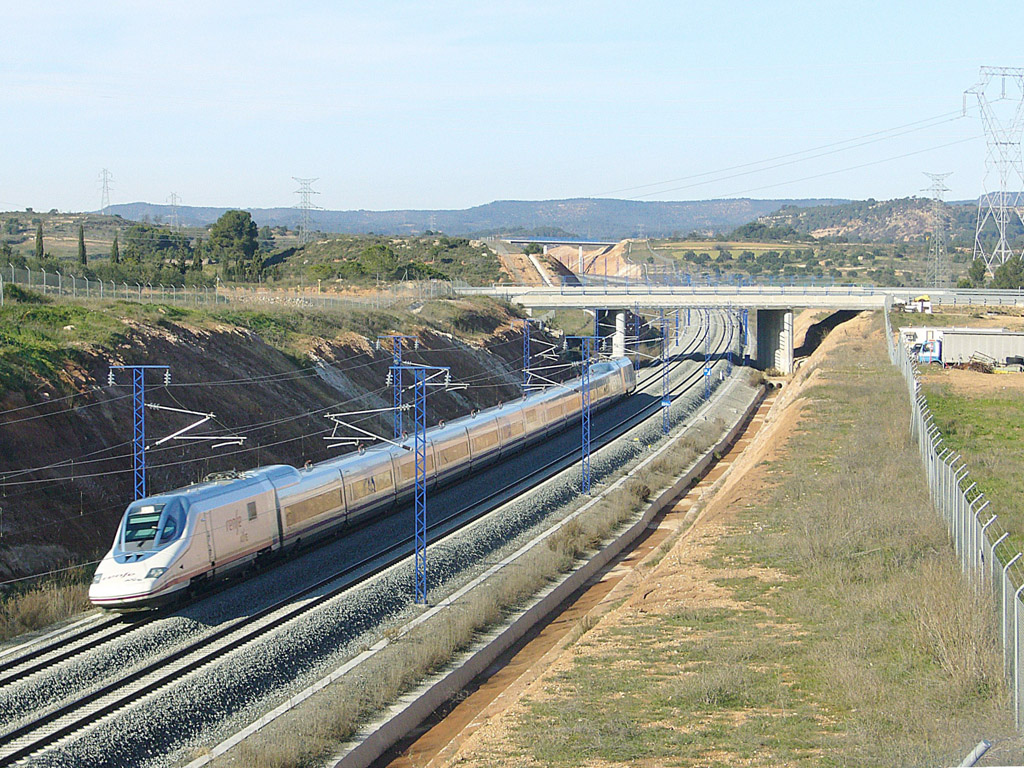
ゴイコエチェアの名が入っているタルゴ（タルゴ350）

父親は薬剤師だった。1895年3月23日にバスク地方のビスカヤ県エロリオに生まれ、ビスカヤ県ウルドゥニャ/オルドゥニャにあるイエズス会系の学校で中等教育を修了した後、カスティーリャ地方のグアダラハラにある陸軍工科学校で学んだ。陸軍工科学校時代には、兵器学や建設学などのクラスでトップの成績を残している。中尉として卒業するとマドリード鉄道連隊に配属された。
1920年には狭軌鉄道会社のラ・ロブラ社（現・FEVE）で働きはじめ、約20年間で様々なアイディアを考案した。特にゴイコエチェアは車両の軽量化に熱心に取り組んだ。1936年には軽量で連節型のメーターゲージ車両編成を考案したが、ゴイコエチェアのアイディアは経営陣には承認されなかった。
1936年に勃発したスペイン内戦時、バスク自治政府は彼のイデオロギーと共和派のイデオロギーの親和性に疑問を抱いていたが、ゴイコエチェアにビルバオの防衛面を委託した。ゴイコエチェアは共和派の拠点のひとつでバスク地方の最重要都市であるビルバオを取り囲む鉄のベルトを立案したが、ゴイコエチェアは鉄のベルトの設置が完成する前に反乱軍側に寝返り、共和派の資料も反乱軍に渡した。反乱軍は1937年6月12日にビルバオに攻め込み、ビルバオの戦いによってビルバオは反乱軍の手に渡った。
1938年にはサンタンデールで開催された科学会議で列車の構想を発表した。1942年には自身が描いた画期的な列車の構想を具体化させるために、バスク人実業家のホセ・ルイス・オリオルに援助を求め、ギプスコア県オニャティのイホス・デ・フアン・デ・ガライ社などで働きはじめた。同年にはオリオルと連携してパテンテス・タルゴ社を設立し、試作車タルゴIの設計を開始した。タルゴ(Talgo)とはTren Articulado Ligero Goicoechea-Oriolの略称であり、Tren Articulado Ligeroは軽量連節列車を意味し、後半部分は設計者のゴイコエチェアと出資者のオリオルの名前に由来する。
1944年にはアメリカン・カー&ファウンドリー社(ACF)で働きはじめてタルゴIIの設計に携わったが、タルゴIIが完成する前の1945年に会社を離れたため、1950年のタルゴII完成には立ち会っていない。タルゴIIはスペイン人エンジニアの指示の下でアメリカ合衆国で製造され、1950年7月14日に初めてマドリード＝アンダイエ間を走行している。
その後にはイベリア半島とアフリカ大陸を隔てるジブラルタル海峡を鉄道で横断するジブラルタルトンネルの構想を考案したが、トンネル建設計画は現実のものとはなっていない。1984年1月30日、マドリードのゴメス・ウリャ軍病院で死去。89歳だった。死去の1年半前には手術を受けており、死去の15日前に入院していた。
ゴイコエチェアの息子は「父は最期まで新技術の考案に取り組んでいた」と語った。レンフェ（スペイン国鉄）のラモン・ボイシャドス社長は、ゴイコエチェアが「世界の鉄道界における真のスペイン人研究者。彼の鉄道界に対する発展と近代化の貢献に対して、鉄道界は十分な敬意を払っていない」と称賛している。